# ミギワトダシバ
ミギワトダシバ Arundinella riparia subsp. riparia Honda 1929 はイネ科の植物の1つ。トダシバによく似ているが、やや小さくて小穂にははっきりした芒がある。ほぼ紀伊半島南部の固有種で、谷間の岩の上にやや垂れ下がるように生える。

## 特徴
やや垂れて伸びる多年生の草本。茎の高さは90cmまでになる。茎は花序の部分以外には毛はなく、4～6の節があり、節のところでくの字に折れ曲がる。葉は長さ15～30cm、幅4～10mmで、両面共にざらつきがある。葉鞘の口の部分に長い毛が少しだけ生えており、葉舌は背が低くて縁に微小な毛が並んでいる。
花期は8～10月で、茎の先端に花序を付ける。花序は円錐花序でその長さは8～27cm、その柱軸や枝には上向きの柔らかい毛があり、柱軸からはその節毎に枝が1～7本出ている。小穂は長さ4～5.5mmで、2個の小花からなり、下方の小花は雄性または無性、上方の小花は両生花となっている。第1包頴は小穂全体の3/4の長さで、下方では小穂の基部を取り巻いており、太い3脈があり、他に細い脈が3～4本ほどある。第2包頴は小穂全体と同じ長さがあり、卵状披針形で先端は長く伸び出す形で、太い脈が5本ある。下方の小花の護頴は長楕円形で長さ3.5mm、太い3本の脈がある。内頴は薄い膜質。上方の小花は基部に白く長い毛が束になっており、護頴は長さ2.5mm、内側に巻いて内頴を抱え、先端には直立した芒がある。芒は長さが3mm以上あり、小穂から突き出している。
和名は水際トダシバであり、トダシバに似て水流のそばに生える本種の生態によるもので、別名にはミギワシバがある。牧野原著(2017)はミギワトダシバを別名に扱い、標準和名をイワトダシバとしている。またIbaragi(2006)は本種の日本名として他にミギワガヤ(Migiwagaya)を挙げている。

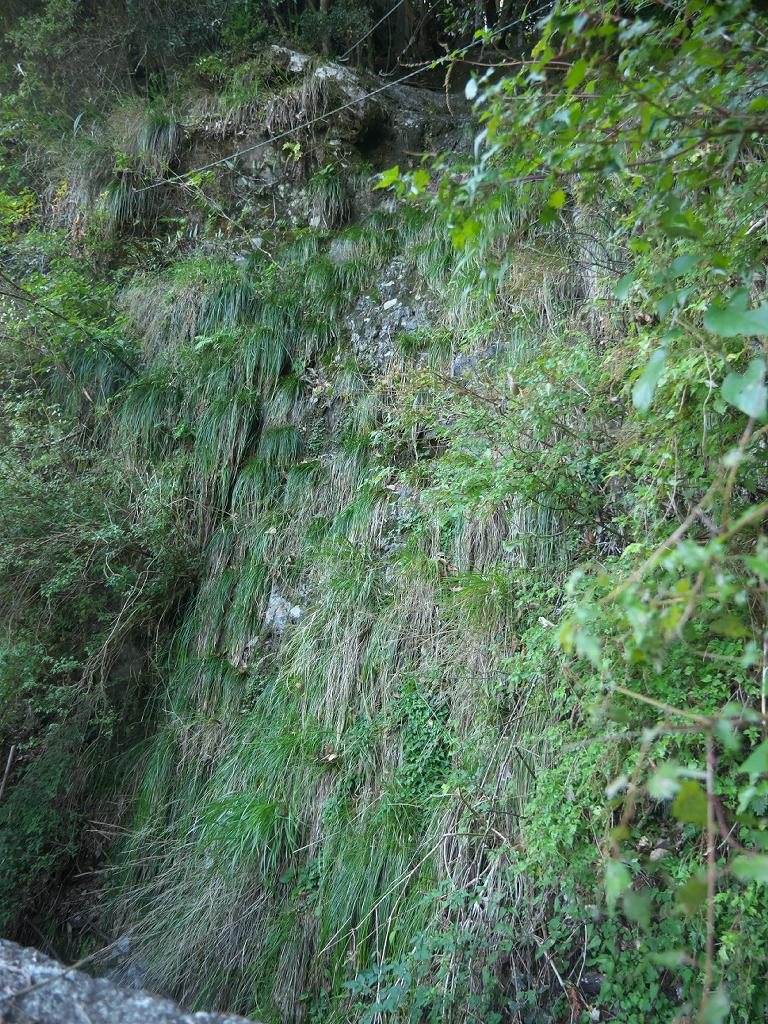
岩壁から垂れ下がって生えている様子
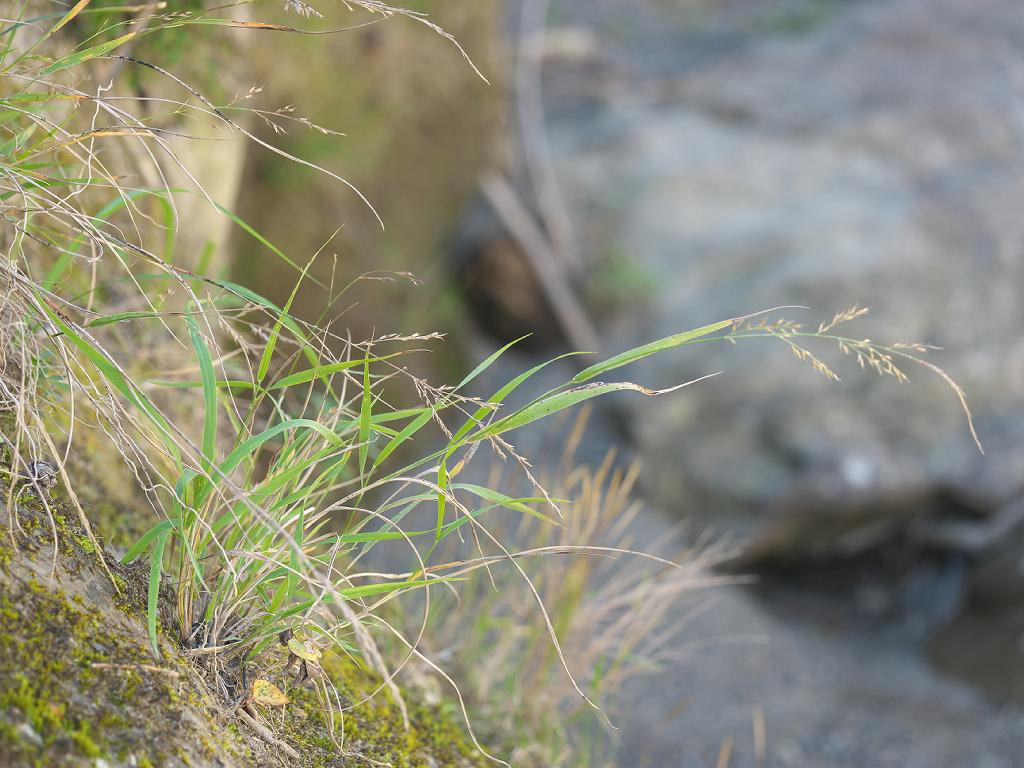
岩頭に生えている株
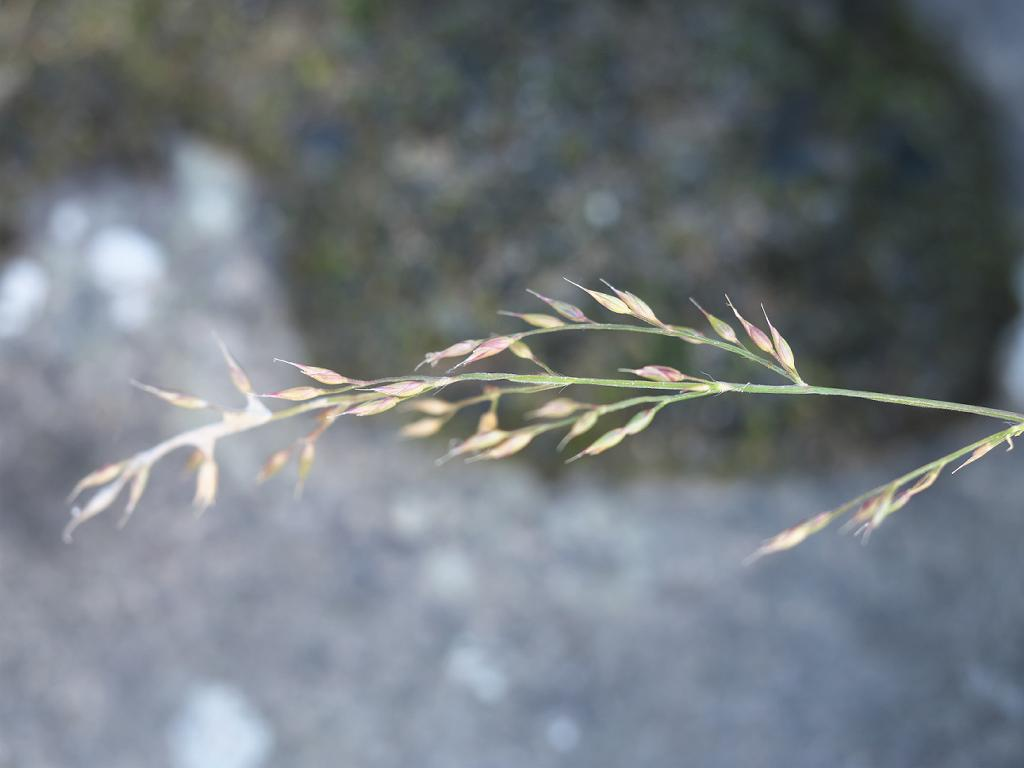
花序の様子
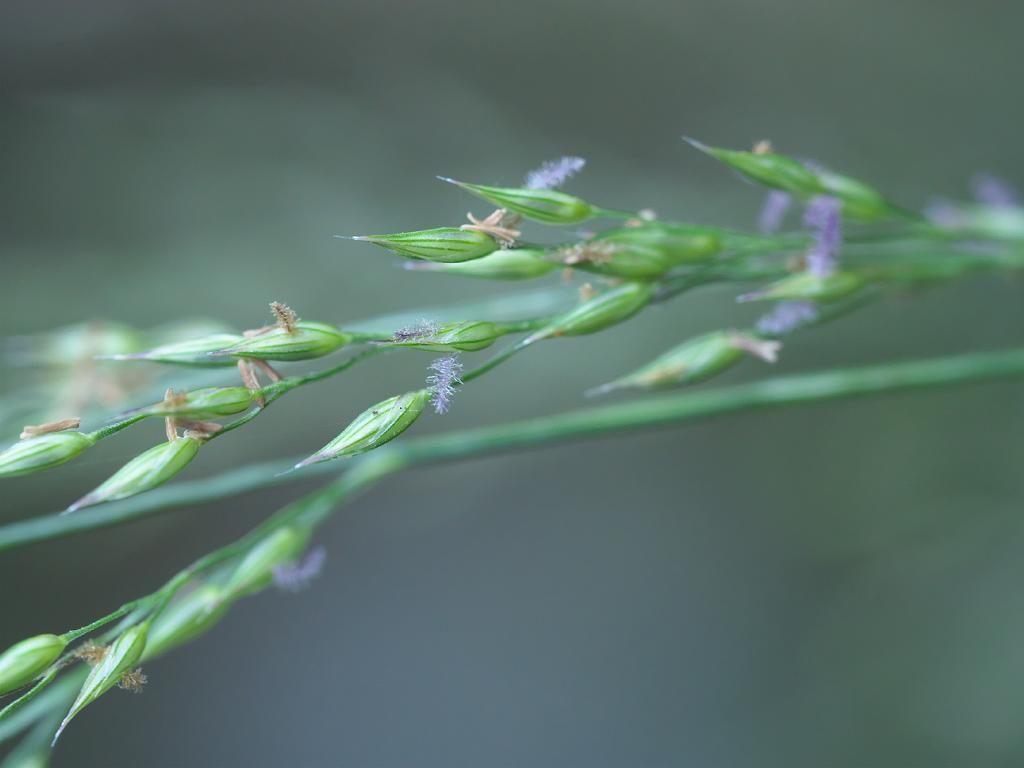
花序の一部・開花中のもの
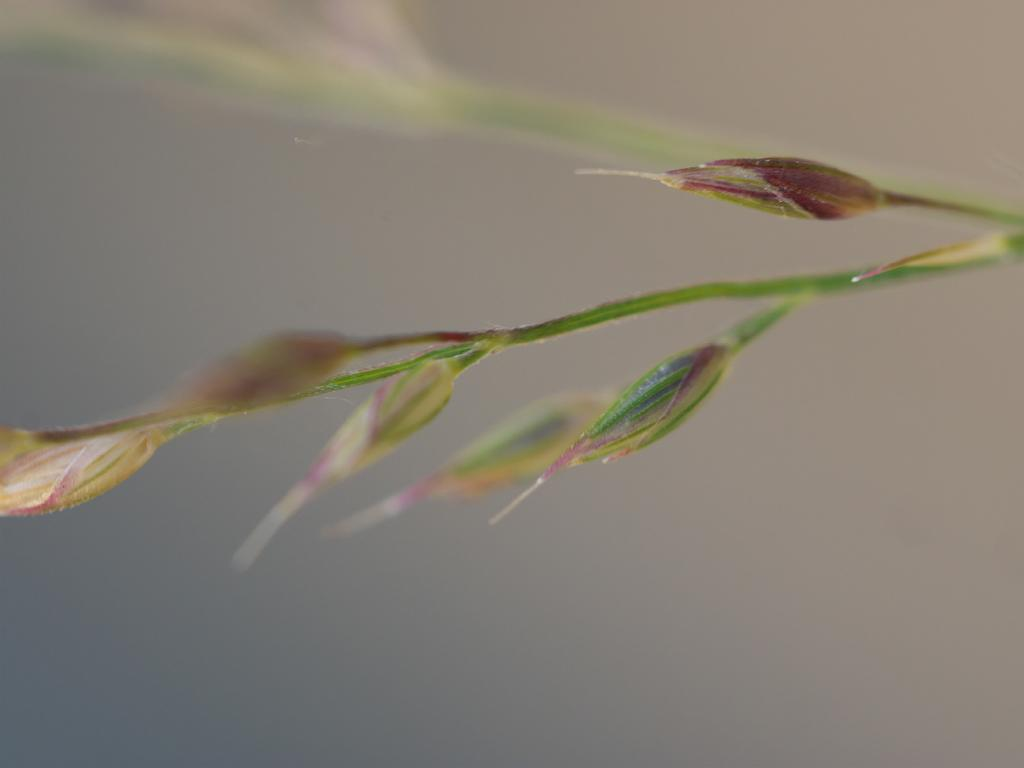
小穂の様子

## 分布と生育環境
大橋他編(2016)には日本の固有種であり、それも紀伊半島南部のみに分布するとあるが、少々ややこしい部分がある。長田(1993)には和歌山県十津川峡で発見されたのが最初で、後に四国の吉野川、本州中部の天竜川などから発見されている、とある。このうちの四国吉野川のものは後述する本種の亜種であるオオボケガヤであるようだが、天竜川のものについては他に記述が見当たらない。大井(1983)には紀伊半島から更に絞り込んで熊野川瀞峡とのみあり、北村他(1998)には『和歌山の特産』とある。Ibaragi(2006)にも本種の基亜種の分布として東海地方では静岡、としており、少々範囲が狭い。しかし後述のレッドデータではそれに当たる地域の指定があり、存在するのは間違いないようで、記述が見られないのはよく分からない。また四国のものを別亜種として記載したIbaragi(2006) によると、四国でも高知県の一部には本種の基亜種が記録されている。いずれにせよ、その分布の中心は紀伊半島南部の熊野川流域にあり、この地域にはシチョウゲやクルマギクなど独特の固有種がいくつも知られており、本種もその1つと見なされているが、本種の場合には他地方にも僅かながら分布があり、必ずしも固有種ではない。
生育環境としては河岸の岩の上に生え、やや垂れ下がって生育するものである。牧野原著(2017)には『渓流の岩場の斜面絶壁に生育し(中略)多少垂れ下がる』とある。長田(1993)は本種の生育地を『大河上流の岸壁上に限られ』るとし、また『時に水没する河岸の岩上に生える』との採集者の記述を引用している。Ibaragi(2006)は後述の別亜種を含め、本種を渓流沿い植物と記している。

## 分類、類似種など
本種の所属するトダシバ属はアジア、アメリカの熱帯域に約50種がある。日本にはトダシバ A. hirta が北海道から九州まで広く分布し、ごく身近に見られる普通種である。この種は変異が多くて幾つかの変種名なども設定されているが、さほど重視はされていない。本種は同属の別種として記載されたもので、現時点では日本にはこの2種だけとなっている。
2種の区別点として長田(1993)は以下の点を挙げている。
- 生育環境(上述)
- 小穂の先端から突き出す芒があること。トダシバでは芒はないか、あるいは短くて不完全となっている。

また花茎が細く、小穂が尖り気味であることも特徴の違いとして示している。大橋他編(2016)では本種の特徴として芒があること以外に根茎が横に伸びることがないことをあげている。牧野原著(2017)では本種を『トダシバから水際で分化した1つの型と考えられる』としている。
ただし扱いには変遷があり、新種として記載されたものの大井はこれをトダシバの変種と見て A. hirta var. riparis とし、後に独立種であると認めている。
また四国の吉野川沿いのものについては当初は本種と見なされていたが、小穂がやや小さく、芒がないか、あっても1mm程度である点などで異なっており、本種の亜種として記載され、オオボケガヤ A. riparia subsp. breviaristata Ibaragi 2006. と命名された。和名は発見された地の1つ、名勝としても知られる大歩危にちなんだものと思われる。この種の分布域は徳島県の吉野川上流域と高知県の西部に限られており、現時点では四国に固有とされている。またこの亜種の生育環境も基亜種と同様に川沿いの岩の上であり、増水時には水没することが珍しくなく、基亜種と同じくこの亜種も渓流沿い植物である、と判断されている。

## 保護の状況
環境省のレッドデータブックでは絶滅危惧II類に指定されており、県別では長野県、三重県で絶滅危惧I類、静岡県で絶滅危惧II類、和歌山県と奈良県で準絶滅危惧の指定がされている。分布の中心である奈良県と和歌山県で指定のレベルが低いのは、これらの地域でも分布域はごく限定されているもののその個体数はさほど少なくない、との判断と思われる。
また亜種のオオボケガヤは環境省での指定はなく、徳島県で絶滅危惧I類の指定がある。